# Harold Oldroyd
Harold Oldroyd, född den 24 december 1913 i Staincliffe Batley, Yorkshire, Storbritannien, död den 3 september 1978, var en brittisk entomolog specialiserad på tvåvingar.
Auktorsnamnet Oldroyd kan användas för Harold Oldroyd i samband med ett vetenskapligt namn inom zoologin; se Wikipedia-artiklar som länkar till auktorsnamnet.